# Tomopterna tandyi
Tomopterna tandyi es una especie  de anfibios de la familia Pyxicephalidae.

## Distribución geográfica
Se encuentra en Angola, Botsuana, Kenia, Namibia, Sudáfrica, Tanzania y, posiblemente, en Lesoto, Malaui, Mozambique, Suazilandia, Zambia y Zimbabue.